# Petrochelidon ariel
Petrochelidon ariel е вид птица от семейство Лястовицови (Hirundinidae).

## Разпространение
Видът е разпространен в Австралия. През зимата мигрира, като някои птици достигат до Нова Гвинея и Индонезия. Все по-често се среща в Нова Зеландия, където може и да се е размножил.